# Sonnberg, Steindorf am Ossiacher See
Sonnberg je naselje v Občini Steindorf am Ossiacher See v Okraju Trg na Koroškem v Avstriji.